# Bitwa pod Ulm
Bitwa pod Ulm – bitwa stoczona pod Ulm w dniach 16–19 października 1805, pomiędzy oddziałami francuskiej Wielkiej Armii, dowodzonej przez Cesarza Napoleona I, a siłami austriackimi, dowodzonymi przez generała Karla Macka von Leiberich. Wojska francuskie liczyły około 150 tys. żołnierzy, zaś austriackie 72 tys. Klęskę poniosły oddziały austriackie, zginęło około 12 tys. żołnierzy (straty francuskie ok. 3 tys. żołnierzy), ponad 35 tysięcy trafiło do niewoli. Ponadto oddziały koalicji francuskiej zdobyły 65 armat.

## Tło konfliktu

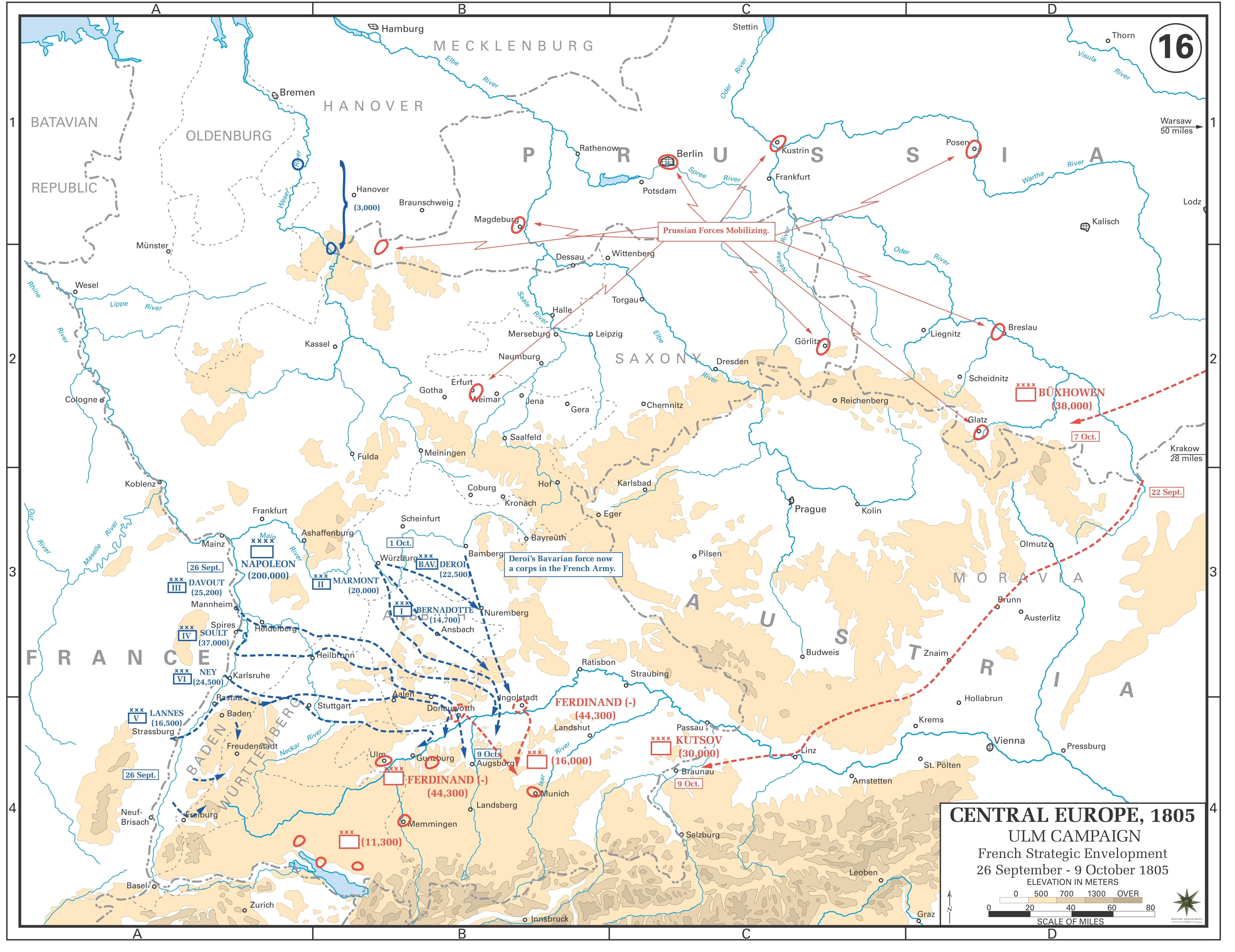
Mapa kampanii pod Ulm

W sierpniu 1805 r. Napoleon, od maja poprzedniego roku Cesarz Francuzów, w reakcji na najnowsze zagrożenie ze strony Austrii i Rosji zwrócił czoło swej armii znad kanału La Manche w kierunki Renu. Wojna z III koalicją antyfrancuską rozpoczęła się od szeregu francuskich i bawarskich manewrów w południowych Niemczech mających doprowadzić do oskrzydlenia armii austriackiej Macka.
22 września 1805 r. Mack uznał, że powinien trzymać się linii rzeki Iller z głównym punktem obrony w Ulm. W ciągu ostatnich trzech dni września Francuzi rozpoczęli szereg manewrów, które mogły wyprowadzić ich na tyły Austriaków. Mack podjął decyzję zostać i bronić Ulm, zamiast wycofać się na południe, co mogłoby otworzyć nowe możliwości i ocalić większość jego sił. Napoleon nie wiedział jakie są zamiary Macka; wiedział tylko, że korpus Kienmayera został skierowany ku Ingolstadt (na wschód od francuskich pozycji), ale jego wywiad wyolbrzymił siły tego korpusu. 5 października 1805 r. Napoleon kazał Neyowi dołączyć do Lannesa, Soulta i Murata, by skoncentrować siły i przekroczyć Dunaj pod Donauwörth. Francuski manewr nie był jednak na tyle szybki, by Kienmayer nie mógł uciec: francuskie korpusy nie pojawiły się jednocześnie w tym samym miejscu – rozwijały się wzdłuż osi zachód-wschód – więc wcześniejsze przybycie Soulta i Davouta pod Donauwörth natchnęło Kienmayera myślą, by działać ostrożnie i z rozwagą. Napoleon powoli przekonywał się, że Austriacy skoncentrowali gros swych sił pod Ulm, więc następnego dnia trzy francuskie korpusy piechoty i kawalerii ruszyły w tę stronę, by zamknąć okrążenie i odciąć Mackowi drogę ucieczki.

## Pierwsze starcia
8 października 1805 r. Mack postanowił przejść do działań zaczepnych. Kazał armii skoncentrować się wokół Günzburga w nadziei, że zdoła przedrzeć się przez linie Napoleona. Polecił więc Kienmayerowi odciągnąć Napoleona dalej na wschód, w stronę Monachium i Augsburga. Napoleon nie sądził, że Mack chciałby przekroczyć Dunaj i wycofać się ze swej bazy, ale wiedział, że zajęcie mostów w Günzburgu da mu strategiczną przewagę nad przeciwnikiem. By tego dokonać skierował korpus Neya do Günzburga, nie zdając sobie sprawy z tego, że główne siły przeciwnika zmierzają w tym samym kierunku. Tymczasem 8 października 1805 r. doszło do pierwszego poważnego starcia pod Wertingen między wojskami Auffenburga a oddziałami Murata i Lannesa.
Mack kazał 7 października 1805 r. Auffenburgowi odmaszerować na czele liczącej 5000 piechoty i 400 kawalerii dywizji z Günzburga do Wertingen w ramach przygotowań do austriackiego wyjścia z Ulm. Auffenburg znalazł się wkrótce w tarapatach. Pierwszymi siłami, z jakimi się zetknął, były dywizje kawalerii Murata: 1. Dragonów Kleina, 3. Dragonów Beaumonta i kirasjerów Nansouty'ego. Dywizje te zaczęły atakować pozycje Austriaków, a na dodatek dołączyli do nich grenadierzy Oudinota, którzy oskrzydlili Austriaków od północy i zachodu. Auffenburg próbował wycofać się na południowy zachód, ale był zbyt wolny: jego siły zostały zdziesiątkowane, a tysiąc lub dwa zostało więtych do niewoli. Potyczka pod Wertingen była jednym z łatwiejszych francuskich zwycięstw.
Działania pod Wertingen przekonały Macka, że winien raczej przejść na lewy brzeg Dunaju, niż szukać ucieczki prosto na wschód prawym brzegiem rzeki. Tymczasem Ney, który zgodnie z rozkazami Berthiera miał następnego dnia przypuścić bezpośrednie natarcie na Ulm, wysłał 3. dywizję Mahlera do Günzburga, celem przechwycenia mostów. Kolumna marszowa tej dywizji napotkała w drodze jakiś oddział jegrów tyrolskich i ujęła 200 z nich, w tym dowodzącego, generała d'Apsré oraz dwa działa. Austriacy zorientowali się w sytuacji i wzmocnili siły w okolicach Günzburga trzema batalionami piechoty i 20 działami. Dywizja Malhera przypuściła kilka ataków, ale zostały one odparte. Mack dosłał gen. Gyulai'a z siedmioma batalionami piechoty i czternastoma szwadronami kawalerii z zadaniem naprawy zniszczonych w czasie walk mostów, ale tymczasem nadciągnął spóźniony 59. pułk piechoty francuskiej, który z marszu zaatakował i odrzucił Austriaków w tył. Po zażartej walce Francuzom udało się uchwycić przyczółek na prawym brzegu rzeki. Gdy starcie pod Günzburgiem jeszcze trwało, Ney posłał 2. dywizję Loisona z zadaniem zajęcia słabo bronionych mostów na Dunaju w Elchingen.
Straciwszy większość przepraw przez Dunaj, Mack zawrócił swą armię do Ulm.
32. pułk piechoty z dywizji Duponta, maszerujący z Haslach im Kinzigtal w kierunku Ulm, natknął się na cztery pułki austriackie broniące wioski Bolfingen. Francuzi przypuścili kilka zdecydowanych ataków, ale Austriacy odparli wszystkie. Teraz Austriacy rzucili więcej piechoty i kawalerii w stronę Jungingen, pragnąc z tej strony zadać korpusowi Neya decydujący cios poprzez odcięcie dywizji Duponta. Dupont przewidział rozwój wydarzeń i ubiegł Austriaków uderzając z zaskoczenia na Jungingen i biorąc do niewoli ponad tysiąc żołnierzy nieprzyjaciela. Kontruderzenie austriackie odrzuciło go z powrotem do Haslach, skąd Francuzi nie dali się już wyrzucić. Po bitwie o Haslach-Jungingen cesarz wiedział już z całą pewnością, że główne siły austriackie znajdują się w Ulm. W związku z tym posłał korpus Soulta w kierunku rzeki Iller, co oznaczało, że przeciwko armii Macka stanęły cztery korpusy piechoty i jeden korpus kawalerii; Davout, Bernadotte i Bawarczycy stali nadal pod Monachium. Napoleon zaczął przerzucać wojska na północ od Ulm bowiem spodziewał się, że stoczy bitwę w polu i nie będzie musiał oblegać miasta. Takie dyrektywy doprowadziły 14 października do starcia pod Elchingen.
13 października 1805 r. Mack wysłał dwie kolumny wojsk w celu przygotowania przełamania na północy: jedną pod dowództwem gen. Reischa w kierunku Elchingen, z zadaniem odbicia mostów, a drugą pod dowództwem gen. Wernecka wprost na północ. Ney, który spieszył się by nawiązać kontakt z Dupontem, poprowadził swoje wojska na południe od Elchingen, gdzie natknął się na Austriaków i natychmiast zaatakował. Zadrzewiony, podmokły teren wznosił się stopniowo ku Elchingen leżącemu na szczycie wzgórza. Francuzi starli austriackie pikiety, a jeden z pułków zaatakował i zdobył w starciu na bagnety zabudowania klasztorne. Po pokonaniu we wstępnym boju kawalerii austriackiej piechota Riescha zaczęła uchodzić; za swoje świetne zwycięstwo Ney otrzymał honorowy tytuł "księcia Elchingen".

## Rozstrzygnięcie
Wojska austriackie dotarły do Ulm 10 października 1805 r. rano. Mack nie mógł się zdecydować w którym kierunku uderzyć, więc armia tkwiła w miejscu przez dwa dni. Tymczasem zaczęły nadchodzić niepokojące informacje wywiadowcze ze wschodu o forsownym marszu Rosjan, więc Napoleon przekazał Muratowi dowództwo nad całym prawym skrzydłem armii, składającej się z korpusów Neya i Lannesa. W ten sposób Wielka Armia podzieliła się na dwie masy uderzeniowe: siły Neya, Lannesa i Murata czołem ku zachodowi przeciwko armii Macka oraz siły Soulta, Davouta, Bernadotte'a i Marmonta czołem na wschód dla obrony przeciw armii rosyjskiej Kutuzowa. 11 października 1805 r. Ney ruszył w kierunku Ulm; 2. i 3. dywizje maszerowały ku miastu łukiem wzdłuż prawego brzegu Dunaju, podczas gdy dywizja Duponta, wzmocniona dywizją dragonów, nacierała wprost na Ulm.
Tymczasem w sztabie austriackim działo się źle. Arcyksiążę Ferdynand zaczął otwarcie krytykować styl dowodzenia Macka i jego brak zdecydowania, zarzucając mu, że spędza całe dnie na wydawaniu sprzecznych rozkazów powodujących bezsensowne marsze armii tam i z powrotem.
Do kolejnych działań zbrojnych doszło 14 października 1805 r. Siły Murata połączyły się z Dupontem w Albeck i zaatakowały Wernecka; Francuzi pokonali Austriaków i odepchnęli ich na północ, w kierunku Heidenheim. Nocą oba francuskie korpusy pojawiły się w okolicy austriackiego obozu wojskowego w Michelsberg, tuż przed Ulm. Mack znalazł się w sytuacji bez wyjścia: nie było ucieczki na północ, bo Gwardia Cesarska była już na przedmieściach Ulm na południe od rzeki, a Soult maszerował z Memmingen, by uniemożliwić Austriakom odwrót na południe, w stronę Tyrolu. Kłopoty pogłębiały niesnaski w austriackim sztabie; Ferdynand ostatecznie wypowiedział Mackowi posłuszeństwo i na czele całej – liczącej 6000 szabel – kawalerii próbował wyrwać się z okrążenia. Pościg konnicy Murata był tak skuteczny, że zaledwie 11 szwadronów zdołało dotrzeć do sił Wernecka w Heidenheim. Murat nie poprzestał na pościgu i tak długo nękał Wernecka, aż zmusił go 19 października 1805 r. do kapitulacji wraz z ośmioma tysiącami ludzi pod Trochtelfingten; Murat zdobył również cały, liczący 500 wozów tabor austriacki, następnie rzucił się w stronę Neustadt, gdzie wziął do niewoli dalsze 12 000 Austriaków.
Sytuacja pod Ulm dojrzała do zakończenia. 15 października 1805 r. wojska Neya zdobyły obóz w Michelsberg, a następnego dnia francuska artyleria rozpoczęła bombardowanie miasta. Morale w szeregach austriackich było tak niskie, że Mack pojął, iż nie ma nadziei na ratunek. 17 października 1805 r. parlamentariusz napoleoński, Ségur, podpisał z Mackiem porozumienie, na mocy którego Austriacy mieli kapitulować 25 października 1805 r., chyba że wcześniej nadeszłaby jakaś pomoc. Jednakże już w najbliższym czasie Mack dowiedział się o poddaniu wojsk pod Heidenheim i Neustadt, co skłoniło go do poddania się przed wyznaczonym terminem, 20 października 1805 r. 10 000 żołnierzy austriackiego garnizonu zdołało uciec, ale ogromna większość armii Macka wyszła 21 października 1805 r. z miasta i złożyła broń, czemu przyglądała się, ustawiona jak na paradzie, Gwardia Cesarska.

## Upamiętnienie
Bitwa ta jest wymieniona na Łuku Triumfalnym w Paryżu.